# Free Guy
Free Guy (conocida como Free Guy: Tomando el control en Hispanoamérica) es una película estadounidense de 2021 de comedia, ciencia ficción humorística y acción dirigida por Shawn Levy a partir de un guion de Matt Lieberman y Zak Penn y una historia de Lieberman. La película está protagonizada por Ryan Reynolds en el papel de un cajero de banco que descubre que en realidad es un personaje no jugable en un videojuego de mundo abierto y decide convertirse en el héroe de la historia y salvar a sus amigos de ser eliminados por el creador del juego (Taika Waititi). También actúan Jodie Comer, Lil Rel Howery, Utkarsh Ambudkar y Joe Keery.
Tras un retraso de un año debido a la pandemia de COVID-19, Free Guy se estrenó en los cines de Estados Unidos el 13 de agosto de 2021, en Cine RealD, IMAX y Dolby Cinema por 20th Century Studios y internacionalmente por Walt Disney Studios Motion Pictures a través de su sello de distribución Buena Vista International. La película recibió críticas generalmente positivas de los críticos, que la compararon favorablemente como una combinación de Ready Player One, The Truman Show, The Matrix, Free Fire, The Lego Movie y Grand Theft Auto.

## Argumento
Free City es un videojuego de mundo abierto desarrollado por "Soonami Games". Su código es robado de un juego llamado Free Life, desarrollado por Walter "Keys" McKey y Millie Rusk. Desde entonces, Keys acepta un trabajo en Soonami, mientras que Millie pasa el tiempo dentro de Free City como su avatar, "Chica Molotov", para encontrar pruebas de su código y de Keys, y demostrar que son los legítimos propietarios del mismo.
En el juego, Guy, un personaje no jugador (NPC), trabaja como cajero de un banco y pasa el tiempo con su mejor amigo Buddy, sin saber que su mundo es un videojuego. Un día, descubre unas gafas de sol, que llevan los avatares de los jugadores, y que le muestran Free City a través de una visualización head-up como lo vería un jugador. Cuando más tarde Guy se encuentra con Chica Molotov, su programación se desvía aún más. Millie reconoce que Guy se está volviendo sensible, y cree que puede ayudarla a encontrar su código dentro del mundo del juego. A medida que Guy completa misiones dentro de Free City bajo la guía de Millie para localizar el código fuente, se convierte en una sensación mundial, ya que los jugadores lo sintonizan para ver sus actos heroicos.
Keys y Millie se dan cuenta de que la autoconciencia de Guy se debe al código que contiene las preferencias personales de Millie y que Keys había incluido en Free City, lo que a su vez había llevado a Guy a desarrollar un interés romántico con Millie. Cuando Millie le cuenta a Guy la verdad de su situación, éste rompe su relación. Sin embargo, tras hablar con Buddy sobre la situación, Guy se da cuenta de que había algo más que amor en esa relación, y adquiere plena sensibilidad. Guy vuelve con Millie para aceptar ayudar antes de que Free City sea borrada de los servidores de Soonami para dar paso a Free City 2 en dos días.
La continua popularidad de Guy amenaza el lanzamiento de Free City 2, y Antwan ordena a Keys y a su nuevo compañero Mouser que reinicien la programación de Guy. Cuando Millie se encuentra con él en el juego, lo encuentra inconsciente de su sensibilidad anterior, pero cuando le da un beso, se restauran los datos de la copia de seguridad. Guy es capaz de recordar pruebas del código fuente de su apartamento, así como la ubicación de la Isla, parte de Free Life que no estará protegida del borrado de datos pendiente y que es la única prueba del código original de Millie y Keys. Mientras Guy y Millie convencen a los demás NPC del juego de que son más que su programación, Antwan intenta borrar a Guy y a Chica Molotov del juego. Keys interfiere para protegerlos y dirigirlos a la Isla, lo que lleva a Antwan a despedirlo. Antwan envía entonces a Dude, una copia más grande y más tonta de Guy desarrollada para Free City 2, al juego, pero Guy es capaz de hacerse amigo suyo. Antwan da un último paso al intentar destruir los servidores del juego, pero Guy consigue llegar a la Isla a tiempo, un acontecimiento visto por los jugadores de todo el mundo. Millie convence a Antwan para que devuelva el código de Free City y la propiedad intelectual a ella y a Keys.
Sin el apoyo del código de Keys, las ventas de Free City 2 se desploman y Antwan se ve envuelto en varias polémicas mediáticas. Keys, Mouser y Millie crean una nueva empresa con el código recuperado para lanzar Free Life, incorporando a Guy, Buddy y los demás NPC de Free City. Free Life se convierte en un éxito durmiente, mientras Millie se da cuenta, gracias a Guy, de que el código de Keys era en parte una carta de amor para ella.

## Reparto
- Ryan Reynolds como Guy
  - Reynolds también interpreta a Dude, con su cara superpuesta al culturista Aaron W. Reed mediante efectos visuales.[5]
- Jodie Comer como Millie/Molotov Girl[6]
- Lil Rel Howery como Buddy
- Utkarsh Ambudkar como Mouser[7]
- Joe Keery como Walter "Keys" McKeys
- Taika Waititi como Antwan[8][9]

Además, Camille Kostek interpreta a Bombshell; Britne Oldford interpreta a Missy; Matty Cardarople como Gamer; Destiny Claymore interpreta a Art Nerd y Mike Devine interpreta al oficial Johnny. La película cuenta con apariciones de jugadores y streamers como Jacksepticeye, Ninja, Pokimane, DanTDM y LazarBeam. El ex presentador de Jeopardy! Alex Trebek hace una aparición póstuma como él mismo, Channing Tatum aparece como avatar de un jugador, Chris Evans aparece como él mismo. Los actores Tina Fey, Hugh Jackman, Dwayne Johnson y John Krasinski tienen cameos de voz en la película.

## Producción
Free Guy había estado en desarrollo en 20th Century Fox antes de su adquisición por parte de Disney, y es una de las primeras películas de Fox que continúa su producción bajo la propiedad de Fox, así como bajo el nuevo nombre del estudio 20th Century Studios. El director Shawn Levy leyó originalmente el guion en 2016, pero pasó de él. Varios años después, Levy fue presentado a Ryan Reynolds por Hugh Jackman, un amigo común, y ambos decidieron trabajar en Free Guy después de releer el guion juntos. Reynolds, que también ha producido la película, ha dicho que "no he estado tan inmerso y comprometido en algo desde Deadpool.
La película comenzó la fotografía principal en Boston en mayo de 2019, incluyendo los alrededores del Distrito Financiero de la ciudad. El rodaje también tuvo lugar en el centro de Worcester, Massachusetts, y en Framingham, Massachusetts, en el antiguo edificio del Framingham Savings Bank, y en la antigua Estación Aérea Naval del sur de Weymouth, Massachusetts.

## Marketing
En julio de 2021, Reynolds publicó un vídeo en YouTube titulado Deadpool and Korg React, en el que aparecen Reynolds retomando su papel de Wade Wilson/Deadpool de la serie de películas de X-Men y Waititi retomando su papel de Korg del Universo cinematográfico de Marvel reaccionando al tráiler de Free Guy.
El 12 de agosto de 2021, el personaje Dude se convirtió en un traje en el popular videojuego Fortnite. Se vende en la tienda de objetos del juego por 1200 V-Bucks, lo que equivale a 8-10 dólares.

## Estreno
Free Guy se estrenó en Estados Unidos el 13 de agosto de 2021, con formatos IMAX, Dolby Cinema, y Cine RealD. Tuvo un estreno exclusivo en salas de 45 días, se lanzó en Estados Unidos el 23 de febrero del 2022 por Disney+.
El estreno de la película estaba previsto inicialmente para el 3 de julio de 2020, pero se retrasó debido a la pandemia de coronavirus. Se trasladó entonces al 11 de diciembre de 2020. En noviembre de 2020, el estudio retiró la película, junto con Muerte en el Nilo, de su calendario de próximos estrenos hasta nuevo aviso. Al mes siguiente, la película fue reprogramada para el 21 de mayo de 2021. En marzo, Ryan Reynolds anunció que la película se había retrasado hasta agosto de 2021.
La película se estrenó en la sección Piazza Grande del 74.º Festival de Cine de Locarno en agosto de 2021.

## Cameos y apariciones
- El escudo del Capitán América.
- El puño de Hulk.
- El mega buster de Mega Man
- El M808B Main Battle Tank

(Scorpion) de Halo (franquicia)
- El M12 Light Reconnaissance Vehicle (Warthog) de Halo (franquicia)
- Un sable de luz de Star Wars.
- Una niña vestida muy similar a Anna de Frozen.
- Tres pósters de Avengers: Infinity War, Deadpool  y Rick y Morty respectivamente.
- Mención a Thanos incluyendo el guantelete y su chasquido.
- Jack Skellington de The Nightmare Before Christmas como una figura de acción.
- La pistola de gravedad de Half-Life 2.
- La pistola de portal de Portal.
- Un pico de Fortnite.
- Chris Evans.
- Hugh Jackman.
- Tina Fey.
- Dwayne Johnson.
- John Krasinski.
- Channing Tatum.

## Recepción

### Taquilla
Free Guy debutó en el mercado norteamericano acumulando $22,5 millones, superando sus proyecciones. En el resto de mercados, recaudó $31,3 millones en su debut, totalizando $53,8 millones.
Free Guy acumula más de $115 millones en EE. UU. y Canadá, y $203,4 en el resto de mercados, totalizando más de $319 millones, uno de los mayores éxitos de 2021.

### Crítica
En el agregador de reseñas Rotten Tomatoes, la película tiene un índice de aprobación del 81% basado en 146 críticas, con una calificación media de 6,9/10. El consenso de los críticos del sitio web dice: "Combinando un concepto inteligente, un humor dulce y autoconsciente, y un reparto encantador, Free Guy es una diversión frívola". En Metacritic, la película tiene una puntuación media ponderada de 63 sobre 100 basada en 39 críticos, lo que indica "críticas generalmente favorables". El público encuestado por CinemaScore dio a la película una nota media de "A" en una escala de A+ a F.
En su artículo para Variety, Peter Debruge calificó la película como una "mezcla, a veces poco manejable, de superproducciones de realidad múltiple como The Matrix y The Lego Movie" y dijo que "Free Guy es muy divertida, a pesar de que Levy y los guionistas parecen estar cambiando las reglas sobre la marcha". En su crítica para The A.V. Club, A.A. Dowd dio a la película una calificación de "C+" y dijo: "A pesar de todo su caos casual, Free Guy resulta ser un placer para la multitud bastante mimoso, una bagatela de alto concepto con helado de chicle que obstruye sus circuitos".

### Premios y nominaciones
| Premio                  | Fecha                  | Categoría                         | Nominado(s)                                                 | Resultado | Ref.          |
| ----------------------- | ---------------------- | --------------------------------- | ----------------------------------------------------------- | --------- | ------------- |
| Premios People's Choice | 7 de diciembre de 2021 | Mejor película de comedia de 2021 | Free Guy                                                    | Ganadora  | [ 38 ] [ 39 ] |
| Premios People's Choice | 7 de diciembre de 2021 | Mejor estrella masculina de 2021  | Ryan Reynolds                                               | Nominado  | [ 38 ] [ 39 ] |
| Premios People's Choice | 7 de diciembre de 2021 | Mejor estrella de comedia de 2021 | Ryan Reynolds                                               | Nominado  | [ 38 ] [ 39 ] |
| Premios Óscar           | 27 de marzo de 2022    | Mejores efectos visuales          | Swen Gillberg, Bryan Grill, Nikos Kalaitzidis, y Dan Sudick | Nominado  | [ 40 ]        |

## Secuela
El 14 de agosto de 2021, tras el éxito de taquilla del primer día de la película, Reynolds confirmó que Disney quería una secuela.